# Anita Werner
Anita Werner (ur. 28 marca 1978 w Łodzi) – polska dziennikarka telewizyjna, związana ze stacjami grupy TVN, wcześniej aktorka.

## Życiorys

### Wczesne lata
Absolwentka I Liceum Ogólnokształcącego im. Mikołaja Kopernika w Łodzi. W okresie licealnym zajmowała się muzyką – występowała w zespole Mancu i nagrała utwór „Z tobą”, który był notowany na liście przebojów Radia Łódź. Ukończyła studia na kierunku kulturoznawstwo ze specjalnością filmoznawstwo na Uniwersytecie Łódzkim w 2001.
Mając 17 lat, zagrała główną rolę żeńską w filmie Słodko gorzki Władysława Pasikowskiego (1996). Oprócz tego wystąpiła w filmach Dzieje mistrza Twardowskiego (1995) i To my (2000). Po roli w serialu Zostać miss (2001) zrezygnowała z kariery aktorskiej.

### Kariera dziennikarska
Karierę w mediach rozpoczęła od Wizji Sport. Następnie pojawiła się w TVN24, z którym związana jest od początku istnienia stacji (od 2001). Na antenie TVN24 obecnie prowadzi Fakty po Faktach. W przeszłości prowadziła również programy: Damę Pik, Serwisy informacyjne, Poranek TVN24, Prosto z Polski, Magazyn 24 godziny, Raport wieczorny, Studio 24, Studio Europa, Wybory 2005 i Fakty po południu.
Od stycznia do września 2004 prowadziła główne wydania Faktów w TVN, a od września 2003 do czerwca 2007, na przemian z Patrycją Redo, prowadziła popołudniowe wydania tego programu. Od września 2007 ponownie prowadzi główne wydania Faktów, do grudnia 2011 współprowadziła weekendowe wydania z Grzegorzem Kajdanowiczem. Dla TVN Style zrealizowała film dokumentalny Miss więzienia (2016, z Jowitą Baraniecką). W 2021 przeprowadziła cykl rozmów Tokio. Cena sukcesu emitowany na platformie TVN24 GO i w TVN Style.
Jest autorką pięciu publikacji książkowych: zbioru wywiadów Dwa ognie (2010, z Pawłem Siennickim), zbioru reportaży Dama Pik (2011), wywiadu z Włodzimierzem Cimoszewiczem Nieoficjalnie (2012) oraz reportaży Mecz to pretekst. Futbol, wojna, polityka (2020, z Michałem Kołodziejczykiem) i Nadzieja FC. Futbol, ludzie, polityka (2024, z Michałem Kołodziejczykiem).
Od 2017 jest wykładowczynią na Wydziale Dziennikarstwa, Informacji i Bibliologii Uniwersytetu Warszawskiego.

### Życie prywatne
Jest córką Bożenny i Jerzego; wnuczką Jerzego Wernera, profesora Politechniki Łódzkiej i posła na Sejm PRL. Była związana z dziennikarzem Erykiem Mełgwą oraz podróżnikiem i fotografem Kacprem Godyckim-Ćwirko (do jego śmierci, 20 kwietnia 2012). Od 2018 jej partnerem życiowym jest dziennikarz sportowy Michał Kołodziejczyk.

## Nagrody
Jest laureatką trzech Wiktorów w kategoriach: „największe odkrycie telewizyjne” (za rok 2003), „najlepszy prezenter telewizyjny” (za rok 2009) i „najlepszy komentator lub publicysta” (za rok 2010).
Czterokrotnie nagrodzona w plebiscycie Telekamery „Tele Tygodnia” – otrzymała nagrody w kategoriach: „osobowość – informacje i publicystyka” (2010) i „prezenter informacji” (2017, 2018), w 2019 odebrała Złotą Telekamerę. W 2022 została nagrodzona Telekamerą w kategorii Prezenter informacji 25-lecia.
Laureatka trzech nagród w studenckim plebiscycie MediaTory w kategoriach: „TORpeda” (2009) i „InicjaTOR” (2010, razem z Pawłem Siennickim; 2016).
Wspólnie z Jowitą Baraniecką w 2017 otrzymała Nagrodę im. Kazimierza Dziewanowskiego przyznaną przez Stowarzyszenie Dziennikarzy Polskich za rok 2016 za reportaż pt. Miss więzienia.
W 2023 otrzymała Medal 600-lecia Łodzi „za działania na rzecz rozwoju Łodzi przyznawane z okazji 600-lecia Miasta”.